# ジョン・アイザック・ホーキンス

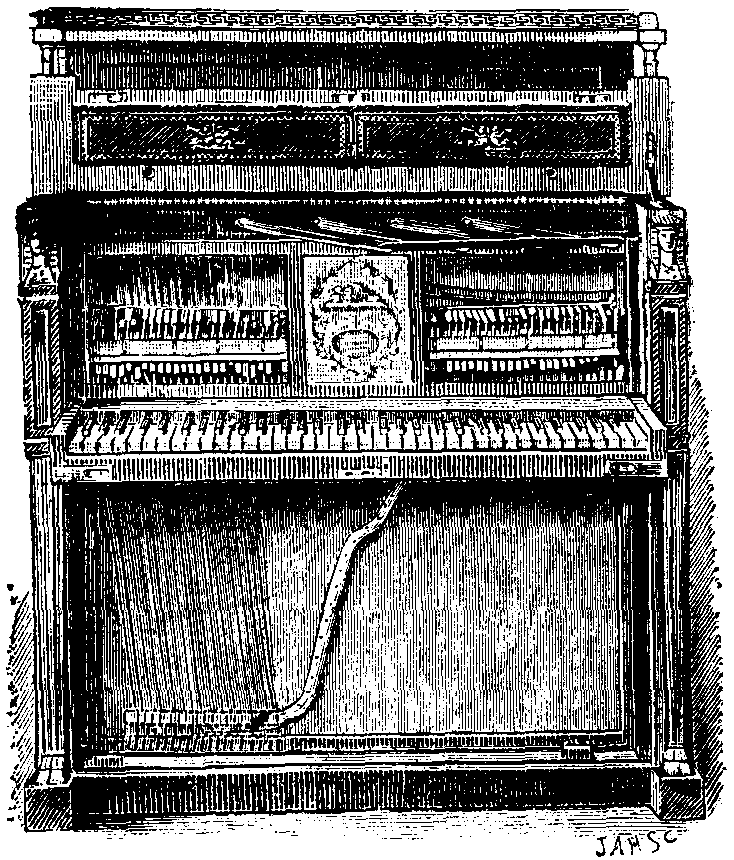
1800年のホーキンスポータブルグランドピアノ

ジョン・アイザック・ホーキンス（John Isaac Hawkins、1772年 - 1855年）は、身近な製品開発を実践したイングランドの発明家。トーントン出身。
初期のシャープペンシルである先の尖った鉛筆や、アップライトピアノの原型、オートペンの共同発明者などとして知られる。

## ピアニーノ
1798年にアイルランド人ピアノ制作者、ウィリアム・サウスウェルがスクエア・ピアノで同様の試みを行っており、後年、ロンドンのウィリアム・フレデリック・コラードがこれを繰り返したが、ホーキンスは、弦が床に降り、鍵盤が上がるアップライトピアノ（ピアニーノ）を初めて製作した。
フィラデルフィアに住んでいたホーキンスは、1800年に特許を取得した「ポータブル・グランド」と呼ばれるピアニーノ（コテージ・ピアノフォルテ）を発明し、製造を開始した。それまでにもアップライト・グランドピアノやアップライト・チェンバロは存在していたが、それらは横長の楽器を幅広に折り返し、鍵盤とアクションをそれに合わせたものだった。
彼の楽器は、ケースから独立した完全な鉄製のフレームに収められており、鉄製の抵抗棒と鉄製のアッパーブリッジで強化されたフレームの中で、響板は完全に吊り下げられていた。弦の長さはすべて同じで、機械的なねじで調律する装置が弦の張力を調整している。
また、金属製の支柱を使ったアクションは、ロバート・ヴォーナムのチェック機能を先取りしたものであり、その後のアイデアとしては、反復のための装置がある。この発明品の束はロンドンに持ち込まれ、ホーキンス自身が展示したが、この楽器は音が悪かった。

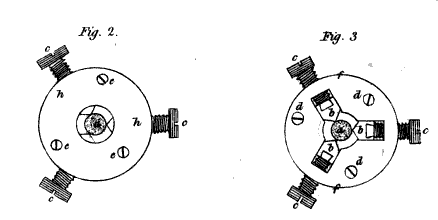
ホーキンスによる1808年の記事から引用した改良された旋盤チャック。